# Audrey Alice King
Audrey Alice King (chinesisch 金和曉; * 24. September 2002) ist eine Skirennläuferin aus Hongkong. Sie startet hauptsächlich in den technischen Disziplinen Riesenslalom und Slalom.

## Karriere
King erlernte das Skifahren bereits als Kleinkind, begann jedoch erst mit 13 Jahren mit dem Rennsport, nachdem ihr Turntrainer ihre Begabung erkannte. Ihr Vater Stephen ist Inhaber eines Trainingszentrums für Skirennläufer in Hongkong.
Ihr internationales Renndebüt gab King am 26. Juli 2018 bei einem FIS-Riesenslalom am El Colorado. Ihr erstes internationales Großereignis bestritt sie eineinhalb Jahre später, bei den Olympischen Jugend-Winterspielen  in Lausanne. Dort gelang ihr mit Rang 32 einen Achtungserfolg. Bei den Juniorenweltmeisterschaften 2020, wenige Monate später, konnte sie diese Leistung nicht wiederholen. So schied sie dort im Riesenslalom aus. Zu weiteren eventuellen Starts kam es nicht, da die Weltmeisterschaften aufgrund der Coronavirus-Pandemie abgebrochen wurden.
Bei ihrer Anreise zu den Olympischen Winterspielen in Peking wurde King am 30. Januar 2022 positiv auf COVID-19 getestet. Sie konnte trotzdem an den Wettkämpfen teilnehmen, schied jedoch im ersten Durchgang des Slaloms aus.
King trainiert größtenteils in Bosnien und Herzegowina, ihr Trainer ist der ehemalige bosnische Skirennläufer Marko Rudić.

## Erfolge

### Olympische Winterspiele
- Peking 2022: DNF Slalom

### Juniorenweltmeisterschaften
- Narvik 2020: DNF Riesenslalom
- Bansko 2021: 36. Riesenslalom, DNF Slalom

### Olympische Jugend-Winterspiele
- Lausanne 2020: 32. Slalom, DNF Riesenslalom

### Weitere Erfolge
- 3 Podestplätze bei FIS-Rennen